# Ibis reunioński
Ibis reunioński (Threskiornis solitarius) – gatunek wymarłego ptaka z rodziny ibisów (Threskiornithidae). Występował endemicznie na wyspie Reunion na Oceanie Indyjskim. Pierwsze szczątki subfosylne odkryto w 1974, gatunek opisano w 1987. Najbliżej spokrewnione względem niego gatunki to ibis białooki (T. bernieri), ibis czczony (T. aethiopicus) i ibis żółtoszyi (T. spinicollis).
Zapiski XVII- i XVIII-wiecznych podróżników wspominały o żyjących na Reunionie białych ptakach, które z trudem latały i najchętniej przebywały samotnie, które później wspominano pod nazwą Réunion solitaire (dosł. „reunioński samotnik”). W połowie XIX wieku błędnie założono, że zapiski te mówią o białych ptakach spokrewnionych z dodo. Tezę oparto na jednym doniesieniu o rzekomo żyjących na Reunionie dodo i niedługo wcześniej odkrytych XVII-wiecznych obrazach z białymi dodo. Nie znaleziono jednak szczątków kopalnych ptaka, który mógłby być spokrewniony z dodo. Później kwestionowano też jakikolwiek związek obrazów z Reunionem. Nieopisanemu dotąd ptakowi przypisywano też inne tożsamości, wszystkie oparte na spekulacjach. Pod koniec XX wieku odkryto na Reunionie subfosylne szczątki ibisa, pojawiła się więc koncepcja łącząca je z dawnymi opisami. Początkowo pomysł uznania ptaka znanego jako solitaire za przedstawiciela tego samego gatunku ibisa, którego szczątki znaleziono, nie spotkał się z szeroką akceptacją. Współcześnie jednak jest powszechnie uznawany.
Ibisy reuniońskie miały głównie białe upierzenie, z barwą wpadającą w żółć i szarość. Końcówki skrzydeł i podobne do strusich, pióra na grzbiecie były czarne. Szyja i nogi były długie, dziób stosunkowo prosty i krótki jak na ibisa. Budowa ciała tych ptaków była dość krępa w porównaniu do przedstawicieli spokrewnionych gatunków, jednak widoczne było podobieństwo. Długość ciała nie przekraczała 65 cm. Budowa kości skrzydła wskazuje na ograniczoną zdolność lotu, być może związaną z sezonowym wzrostem masy ciała. Pożywieniem ibisów reuniońskich były bezkręgowce i inna zdobycz wygrzebana z gleby. W XVII wieku żyły w obszarach górskich, mogły jednak ograniczyć swój zasięg do nich wskutek trzebienia przez ludzi i drapieżnictwa ze strony introdukowanych zwierząt. Podróżnicy na Reunion zachwalali smak mięsa tych ptaków, przez co były one pożądaną zdobyczą. Te czynniki uznaje się za przyczynę wymarcia ibisów reuniońskich na początku XVIII wieku.

## Taksonomia
Historia klasyfikacji ibisa reuniońskiego jest złożona i wielowątkowa. Przyczyniła się do tego mała dostępność i tak już niejednoznacznych dowodów, jaka panowała w czasach, w których po raz pierwszy opisano tego ptaka. Współcześnie uznaje się, że historie o „białym dodo” swój początek miały w połączeniu błędnych domysłów opartych o stare opisy ibisa reuniońskiego oraz malowidła przedstawiające białe dodo. Ich autorami byli Pieter Withoos i Pieter Holsteyn II; XVII-wieczne malowidła światło dzienne ujrzały w XIX wieku.

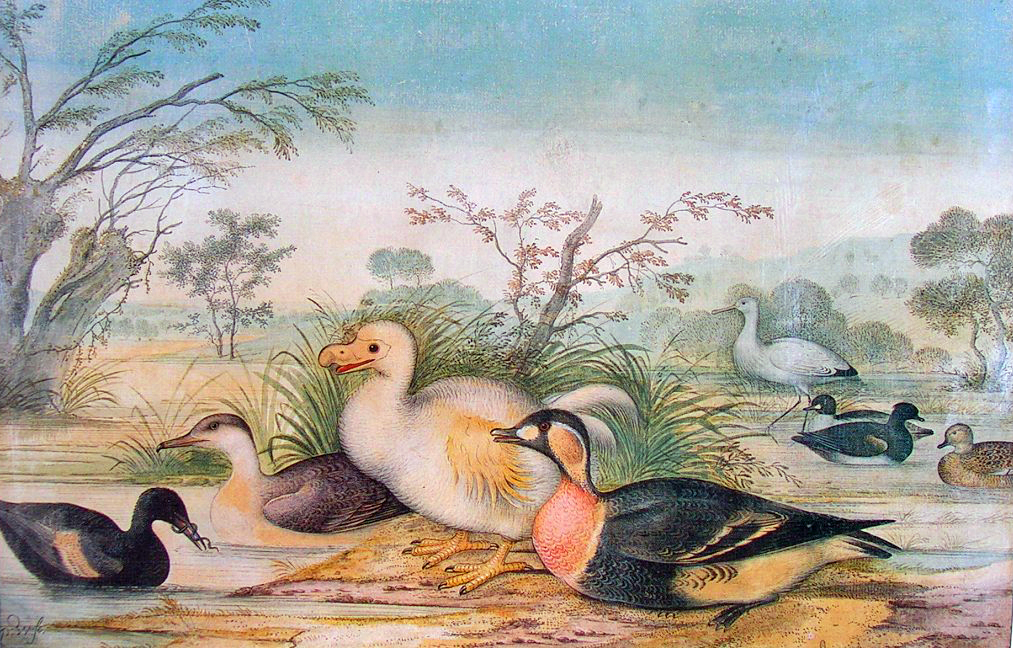
XVII-wieczny obraz autorstwa Pietera Withoosa przedstawiający białego dodo, pierwszy odkryty w swoim rodzaju

Starszy oficer John Tatton, Anglik, w 1625 jako pierwszy wyraźnie wspomniał o białych ptakach na Reunionie. Od 1646 Reunion okupowali Francuzi, którzy do owych białych ptaków odnosili się jako do solitaire (fr.: „samotnik”). M. Carré, członek Francuskiej Kompanii Wschodnioindyjskiej, w 1699 opisał owego solitaire podając powód nadania takiej nazwy:

Widziałem tu ptaka takiego rodzaju, jakiego nigdzie indziej nie znalazłem; to ten którego mieszkańcy nazywają Oiseaux Solitaire [„samotnym ptakiem”], dla pewności [dodam, że] kocha samotność i odwiedza tylko najbardziej ustronne miejsca; nigdy nie widuje się dwóch lub więcej razem; zawsze jest sam. Przypominałby indyka, jeśli nie miałby dłuższych nóg. Piękno jego upierzenia to rozkosz dla oczu. Ma zmienne barwy, z pogranicza żółci. Jego mięso jest wyśmienite; to jedna z najlepszych potraw w tym [regionie], mogłaby stanowić przysmak na naszych stołach. Dwa z tych ptaków chcieliśmy zatrzymać, by wysłać je do Francji i zaprezentować Jego Wysokości, jednak niedługo po znalezieniu się na pokładzie umarły z melancholii odmawiając jedzenia i picia

Zesłany na Reunion francuski hugenot François Leguat użył nazwy solitaire dla dronta samotnego (Pezophaps solitaria), dronta napotkanego na okolicznej wyspie Rodrigues w latach 90. XVII wieku. Przypuszcza się jednak, że zapożyczył tę nazwę z rozprawy z 1689 autorstwa Marquisa Henriego Duquesne, która wspominała o reuniońskim gatunku. Duquesne prawdopodobnie oparł swój opis na już istniejącym, wcześniejszym. Nie zachowały się żadne okazy muzealne. Dwa osobniki, które Carré próbował dostarczyć do menażerii pałacu wersalskiego, nie przeżyły w niewoli. Billiard twierdził, że Bertrand-François Mahé de La Bourdonnais wysłał solitaire z Reunionu do Francji około 1740. Jako że wtedy ibis reunioński najpewniej był już wymarły, mogło chodzić o wysłanie dronta samotnego.

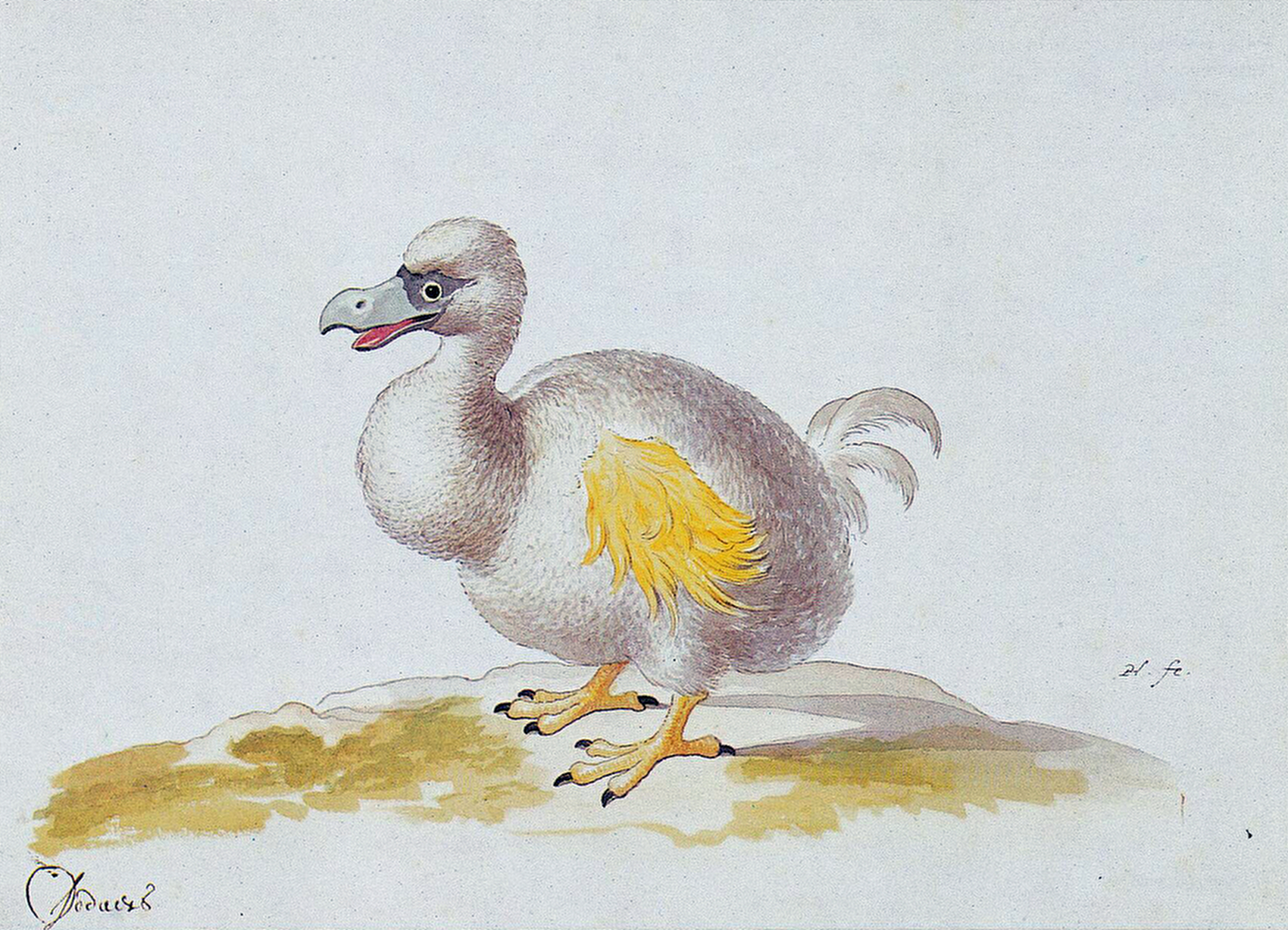
Obraz autorstwa Pietera Holsteyna II, jeden z trzech obrazów z połowy XVII wieku przedstawiających białego dodo

Jedynym współczesnym ibisom reuniońskim autorem, który odniósł się konkretnie do „dodo”, był holenderski żeglarz Willem Ysbrandtszoon Bontekoe, nie opisał jednak ich upierzenia:

Były też Dod-eersen [dawna holenderska nazwa dodo], które mają małe skrzydła i są dalekie od możliwości lotu, tak grube, że ledwo chodziły, a gdy próbowały biec, ciągnęły swoim brzuchem po ziemi

Gdy jego dziennik opublikowano w 1646, dołączono do opisu rycinę. Obecnie wiadomo, że skopiował ją z wizerunku dodo ze szkicu trzech dodo („Crocker Art Gallery sketch”) flamandzkiego malarza Roelandta Savery’ego. Jako że Bontekoe był rozbitkiem i w 1619 na Reunionie stracił wszystkie swoje rzeczy osobiste, do czasu powrotu do Holandii 7 lat później nie był w stanie spisać relacji, co podaje w wątpliwość jego opis. Mógł po fakcie uznać, że obserwował dodo, gdyż ptaki te przypomniały mu opisy właśnie dodo.

### Wczesne interpretacje

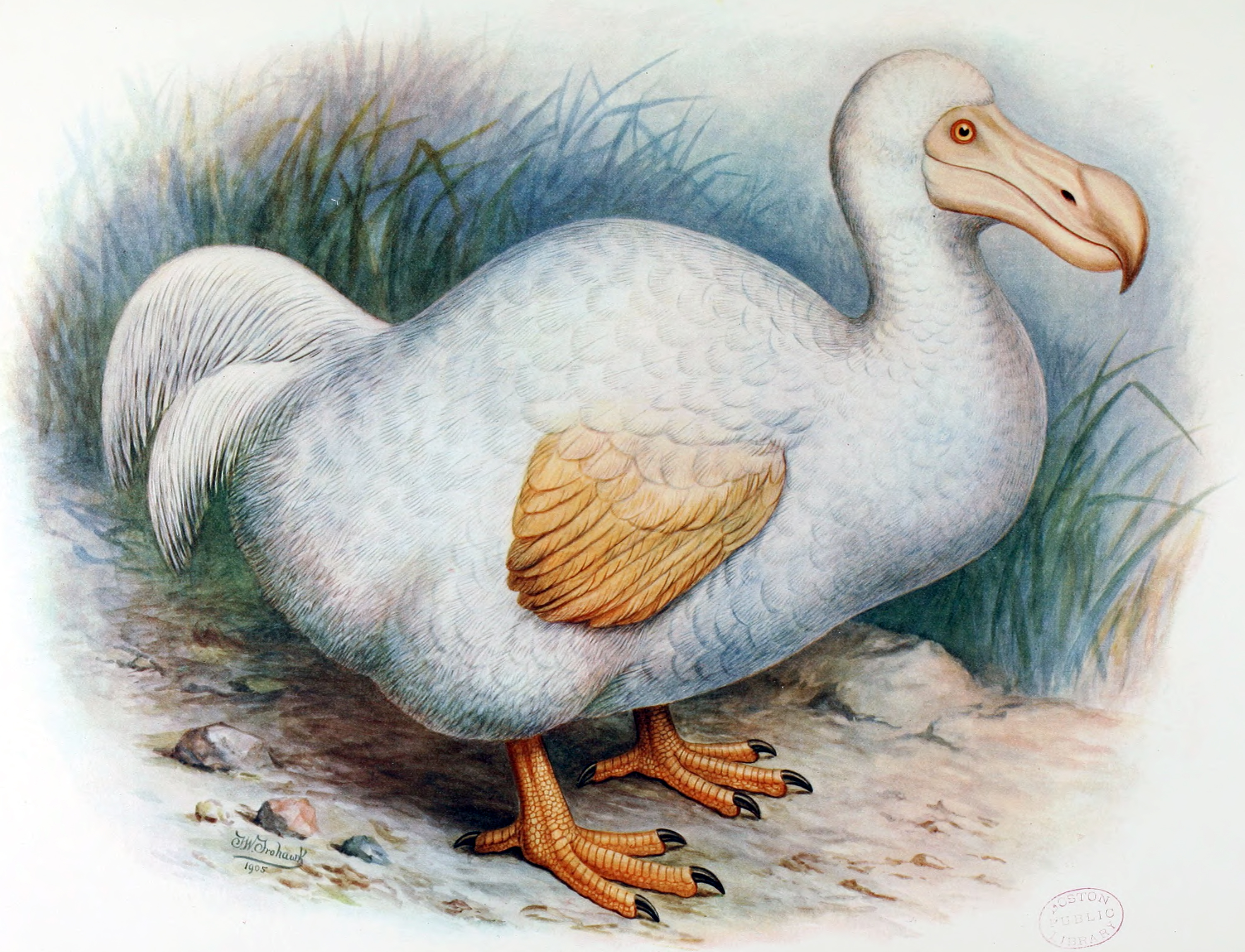
Rekonstrukcja Frohawka z 1907, stanowiąca adaptację wizerunku białego dodo z obrazu Withoosa

W latach 70. XVIII wieku francuski przyrodnik Georges-Louis Leclerc stwierdził, że dodo zamieszkiwały zarówno Mauritius, jak i Reunion. Nie jest jasne, dlaczego uwzględnił również Reunion. W tym samym rozdziale połączył też opisy dronta samotnego i trzeciego ptaka („oiseau de Nazareth”, współcześnie interpretowanego jako dodo). Angielski przyrodnik Hugh Edwin Strickland w swojej książce The Dodo and Its Kindred (1848) omówił stare opisy reuniońskiego solitaire i doszedł do wniosku, że był to ptak odrębny od dodo i dronta samotnego. Belgijski naukowiec Edmond de Sélys Longchamps w 1848 ukuł dla ibisa reuniońskiego nazwę Apterornis solitarius. Uczynił go przy tym gatunkiem typowym nowego rodzaju, do którego włączył także znane wówczas wyłącznie z epokowych opisów ptaki – chruścielowca rdzawego (Aphanapteryx bonasia) i modrzyka reuniońskiego (Porphyrio caerulescens). Jako że nazwa Apterornis była już wcześniej użyta przez Richarda Owena dla nazwania innego ptaka, przez co była nieważna w kontekście ibisa, Bonaparte utworzył w 1854 nową dwuczłonową nazwę: Ornithaptera borbonica (Bourbon to stara francuska nazwa Reunionu). W 1854 niemiecki ornitolog Hermann Schlegel umieścił reuniońskiego solitaire w jednym rodzaju z dodo, nadając mu nazwę Didus apterornis. Odtworzył jego wygląd wiernie oddając dawne opisy, w rezultacie przedstawiony ptak przypominał ibisa lub bociana, nie dodo. Jako że znajdował się w jednym rodzaju z dodo, długo wierzono w przynależność ibisa reuniońskiego właśnie do drontów należących do rzędu gołębiowych.

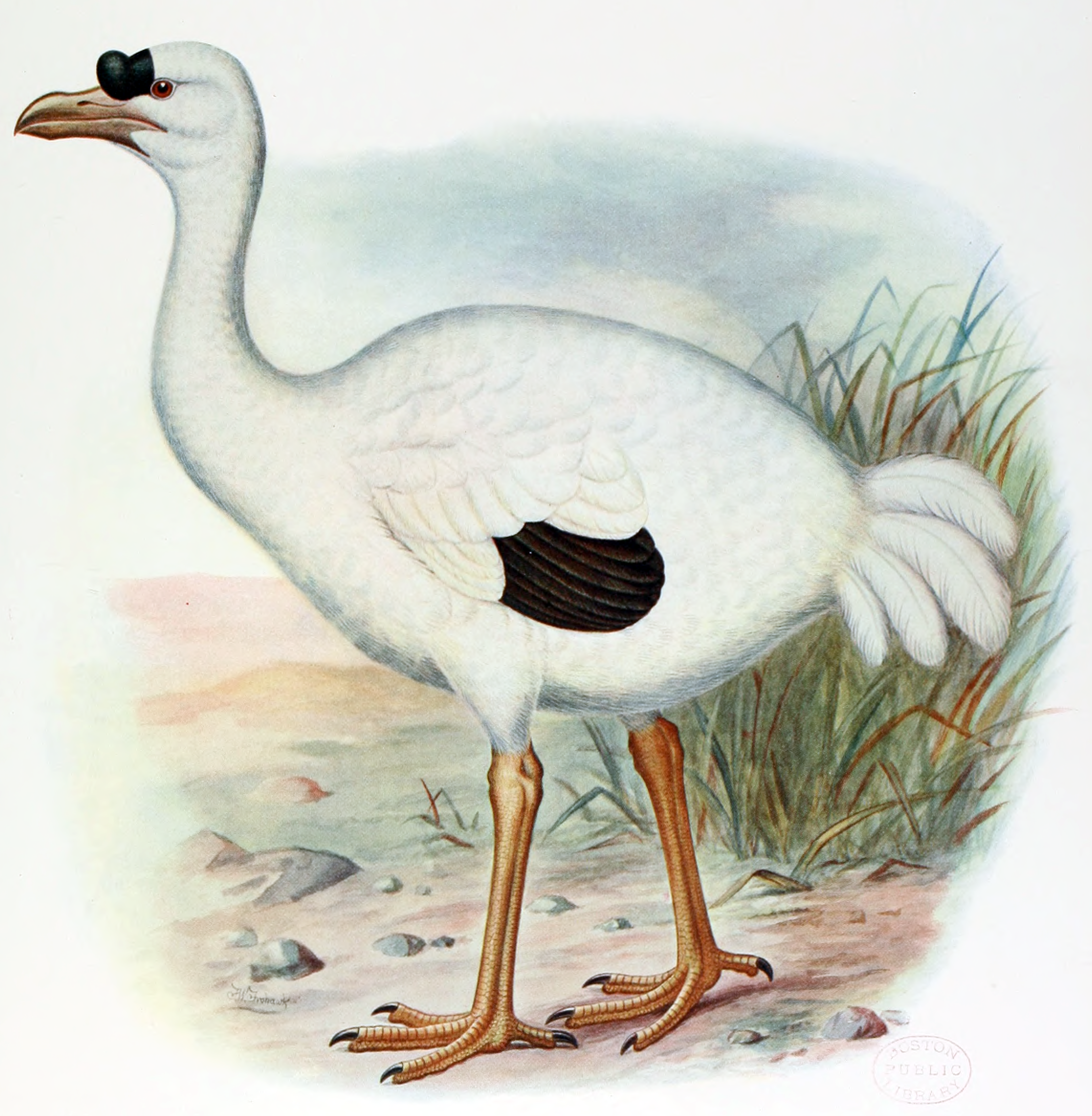
Rekonstrukcja Frohawka z 1907, oparta na opisie Dubois

W 1856 William Coker ogłosił odkrycie XVII-wiecznego „perskiego” obrazu, wystawianego w Anglii, przedstawiającego białego dodo wśród ptactwa wodnego. Ustalono, że autorem jest Pieter Withoos. Wielu znamienitych przyrodników XIX wieku zakładało, że obraz przedstawia ptaka znanego jako solitaire z Reunionu, co jako pierwszy zaproponował John Gould. Równocześnie w Holandii odkryto kilka podobnych obrazów z wizerunkiem białego dodo spod pędzla Pietera Holsteyna II. W 1869 angielski ornitolog Alfred Newton argumentował, że obraz Withoosa i rycina Bontekoe przedstawiają żyjącego ptaka przywiezionego do Holandii, przedstawia bowiem osobnika z tępo zakończonym dziobem, co wskazuje na przycinanie dzioba celem zapobiegania kaleczeniu ludzi. Pominął wątek sprzeczności między ilustracjami a opisami, szczególnie długi i cienki dziób wspomniany przez jednego z ówczesnych autorów.
Słowa Newtona utwierdziły badaczy z jego czasów o słuszności w dostrzeganiu związku między tymi dwiema ilustracjami, kilkoro wysunęło dodatkowe tezy. Holenderski zoolog Anthonie Cornelis Oudemans zasugerował, że różnice w wyglądzie obydwu ptaków wynikają z ich odmiennej płci – na starych obrazach miały być samice, co miało dowodzić występowania dymorfizmu płciowego u ptaków tego gatunku. Walter Rothschild twierdził, że żółte skrzydła mogły być wynikiem albinizmu, jako że stare opisy mówiły o czarnych skrzydłach. Przed nadejściem XX wieku wiele innych obrazów, a nawet szczątków, uznano za reprezentujące białe dodo, powstały również spekulacje na ten temat. Niektórzy przekonani byli, że solitaire z dawnych opisów był raczej podobny do dronta samotnego. Rothschild zlecił brytyjskiemu artyście Frohawkowi odtworzenie wizerunku tego ptaka łączącego dwie wersje jego wyglądu: białego dodo, jak to przedstawiał Withoos, i jako ptaka o odmiennym wyglądzie, jak w pochodzącym z 1674 opisie francuskiego podróżnika Dubois. Ilustracja miała trafić do dzieła Extinct Birds. W 1953 japoński ornitolog Masauji Hachisuka posunął się jeszcze dalej twierdząc, że biały dodo z obrazów to Victoriornis imperialis, a ptak z opisów sprzed kilku wieków – Ornithaptera solitarius.

### Współczesne interpretacje
Do końca lat 80. XX wieku powszechnym było przekonanie o istnieniu białych dodo na Reunionie. Jedynie kilku badaczy wątpiło w związek między białymi dodo a reuniońskimi ptakami zwanymi solitaire. Przestrzegali, że bez twardych dowodów w postaci skamielin nie należy wysuwać wniosków i nie ma dowodów na jakikolwiek związek białych dodo z obrazów z wyspą Reunion. W 1970 amerykański ornitolog Robert W. Storer zapowiedział, że jeśli zostaną znalezione, takie szczątki z pewnością nie będą należały do drontów i gołębiowatych w ogóle.

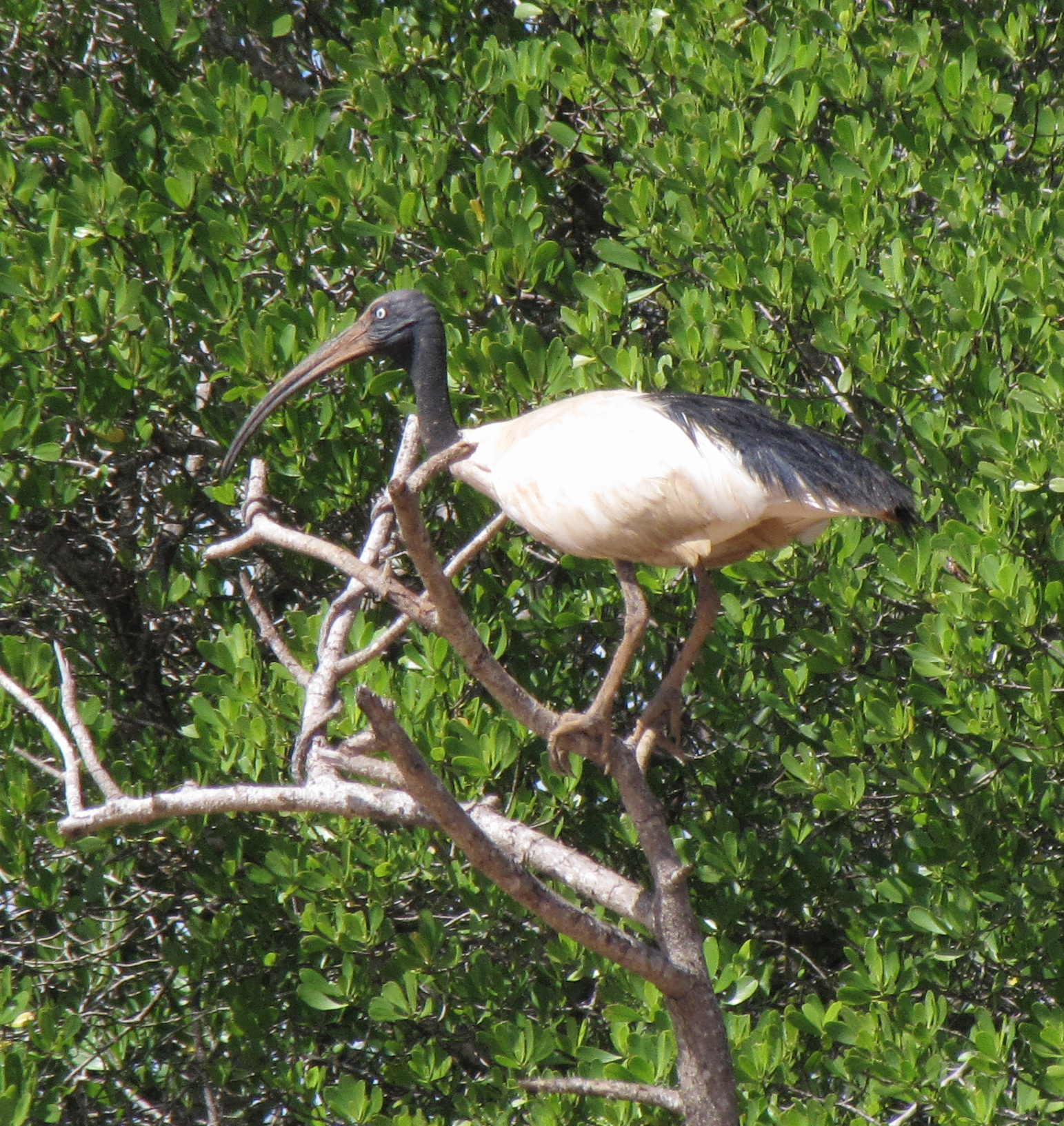
Ibis białooki (T. bernieri), blisko spokrewniony z ibisem reuniońskim

Pierwsze szczątki subfosylne na Reunionie znaleziono w 1974; brytyjski ornitolog Graham S. Cowles przypisał je do bocianów Ciconia. Znaleziono je w jaskini, co wskazywało na pozostawienie ich tam przez wczesnych osadników. Spekulowano, czy nie należały do dużego tajemniczego ptaka opisanego przez Leguata, nazywanego „Leguat’s giant” przez niektórych ornitologów. Współcześnie uznaje się, że chodziło jednak o lokalną populację flamingów. W 1987 odnaleziono szczątki subfosylne niedawno wymarłego ibisa, którego francuscy paleontolodzy  Cécile Mourer-Chauviré i François Moutou opisali pod nazwą Borbonibis latipes. Przypuszczano, że był to ptak spokrewniony z ibisami Geronticus. W 1994 wykazano, że szczątki „bociana” w istocie należały do ibisa. Angielski biolog Anthony S. Cheke zasugerował jednemu z autorów opisu Borbonibis, że szczątki odkryte w 1987 mogły należeć do reuniońskich solitaire. Sami autorzy opublikowali tekst na ten temat w 1995 i przenieśli ibisa reuniońskiego do rodzaju Threskiornis, łącząc nazwę rodzajową z epitetem gatunkowym solitarius, którego autorem był Selys Longchamps (1848). Autorzy wskazali na zgodność między dawnymi opisami wyglądu i zachowania tego ptaka, a tymi obserwowanymi u współczesnych ibisów. Bardziej pasowały właśnie do ibisów, nie do drontów, szczególnie w połączeniu z odkrytą w 1994 żuchwą ibisa, stosunkowo krótką i prostą. Zwłaszcza, że szczątki ibisa były liczne w niektórych lokalizacjach; byłoby więc podejrzane, gdyby ówcześni autorzy nigdy nie wspomnieli o tak rozpowszechnionym na wyspie gatunku, mimo że wspominali o innych ptakach znanych ze szczątków kopalnych.

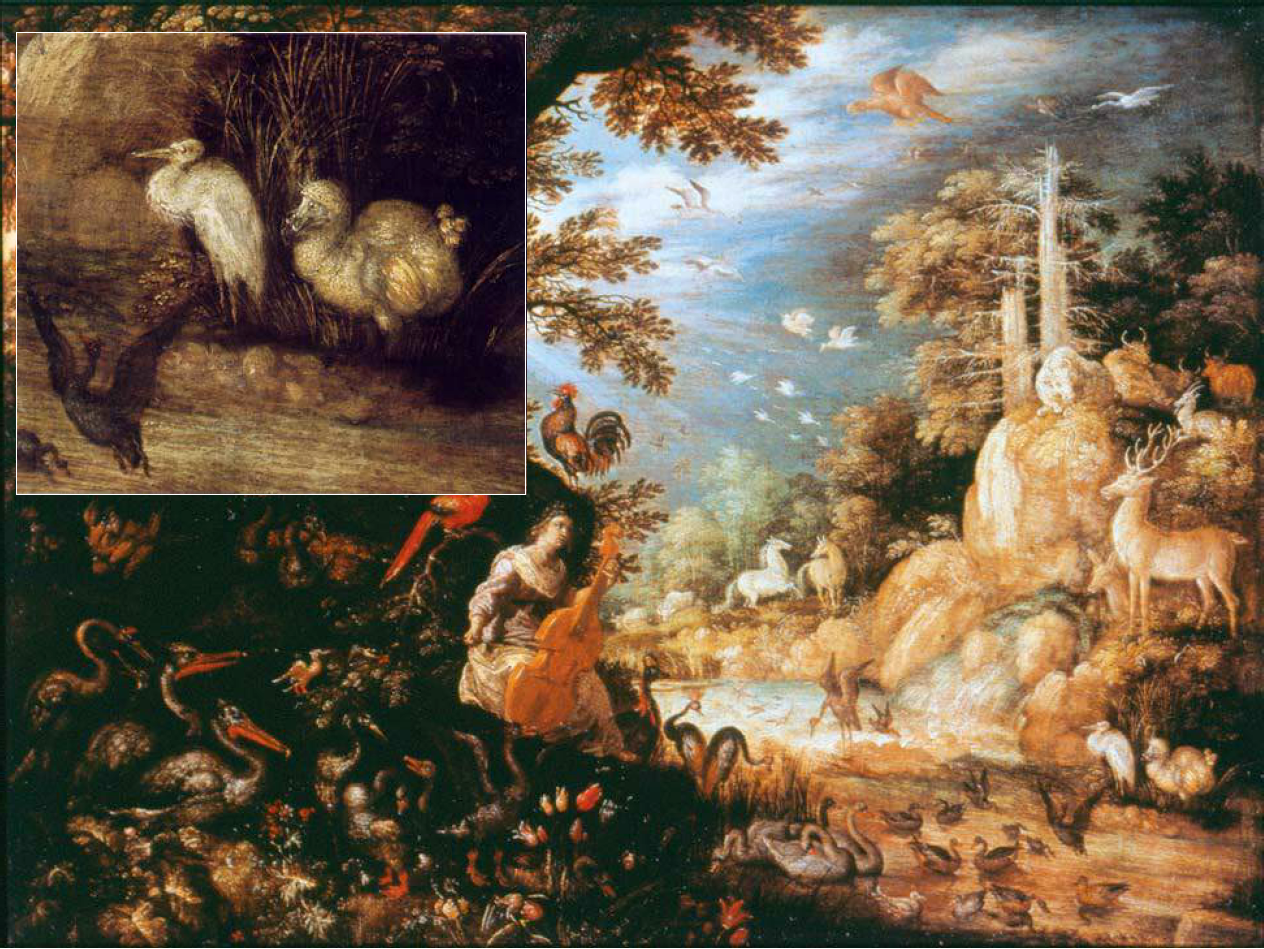
Obraz z białawym dodo w dolnym prawym rogu; Roelandt Savery, 1611

Prawdopodobne pochodzenie XVII-wiecznych obrazów z białymi dodo prześledził w 2003 Arturo Valledor de Lozoya, niezależnie zrobili to również specjaliści w dziedzinie maskareńskiej fauny: Cheke i Julian Hume w 2004. Obrazy Withoosa i Holsteyna w oczywisty sposób nawiązują do siebie, Withoos prawdopodobnie skopiował dodo z jednej z prac Holsteyna, prawdopodobnie opublikowanych wcześniej. Wszystkie późniejsze wizerunki białych dodo są najpewniej oparte właśnie na tych malowidłach. Według wspomnianych już specjalistów przedstawienia białego dodo bazowały na nieopublikowanym wcześniej obrazie Landscape with Orpheus and the Animals, którego autorem jest Roelandt Savery (1611). Dodo namalował prawdopodobnie, opierając się na wypchanym okazie z Pragi. W katalogu zwierząt w zbiorach Rudolfa II Habsburga, dla którego Savery pracował w latach 1607–1611, znalazł się walghvogel (dawna holenderska nazwa dodo) opisany jako mający „znoszone brudnobiałe upierzenie”. Kilka późniejszych obrazów Savery’ego ukazywało całkowicie szare ptaki, najprawdopodobniej wskutek obejrzenia innego, normalnego okazu. Cheke i Hume stwierdzili, że osobnik ten był dotknięty albinizmem i właśnie z tego powodu odłowiono go i przekazano do europejskiej kolekcji. Valledor de Lozoya zaproponował, że jasne upierzenie mogło wskazywać na młody wiek ptaka, wyblaknięcie wypchanego okazu lub wolę artysty. W 2018 brytyjski ornitolog Jolyon C. Parish i Cheke zasugerowali, że obraz został namalowany po 1614 lub nawet 1626, na co wskazują niektóre motywy.
Na Reunionie nigdy nie znaleziono szczątków ptaków podobnych do dodo. Kilka późniejszych chronologicznie źródeł podnosiło temat identyfikacji solitaire jako ibisa zaprzeczając temu pomysłowi, a nawet wskazywało „białego dodo” jako odrębny gatunek. Errol Fuller zgodził się ze stwierdzeniem, jakoby XVII-wieczne obrazy nie przedstawiały ptaków z Reunionu, jednak zakwestionował bezsprzeczność związku między szczątkami kopalnymi nieznanego ibisa a opisami solitaire. Stwierdził, że nie istnieją dowody na przeżycie ibisa reuniońskiego do czasu dotarcia Europejczyków na Reunion. Cheke i Hume odrzucili te odczucia jako opierające się wyłącznie na „wierze” i „nadziei” na istnienie dodo na wyspie.

### Ewolucja
Wulkaniczna wyspa Reunion liczy sobie ledwie 3 mln lat, podczas gdy Mauritius i Rodrigues – z własnymi, endemicznymi drontami – 8–10 mln lat. Nie jest prawdopodobne, by po co najmniej 5 mln lat ewolucji w izolacji na wyspie żyjące nań ptaki zachowały zdolność lotu. Stąd mało możliwe jest, by Reunion został skolonizowany przez nielotne ptaki pochodzące ze wspomnianych wysp, do tego spośród ptaków Reunionu jedynie te lotne mają spokrewnione gatunki na Mauritiusie i Rodrigues. Okres 3 mln lat wystarczy, by przedstawiciele danego gatunku utracili możliwość lotu w całości lub częściowo. Według Mourer-Chauviré i jej współpracowników taki gatunek jednak wyginąłby podczas erupcji wulkanu Piton des Neiges między 300 tys. a 180 tys. lat temu. Występujące po tym zdarzeniu gatunki muszą więc wywodzić się od osobników z Afryki i Madagaskaru, które zrekolonizowały Reunion i przetrwały okres zbyt krótki, by powiązany był z utratą zdolności lotu.
W 1995 badanie nad morfologią ibisa reuniońskiego przeprowadzone przez Mourer-Chauviré i współpracowników wykazało, że najbliżej spokrewnione względem niego gatunki to ibis czczony (T. aethiopicus) i ibis żółtoszyi (T. spinicollis), gatunki odpowiednio afrykańskie i australijskie. Zaproponowano również ibisa białookiego (T. bernieri) jako najbliższy gatunek, co świadczyłoby o afrykańskim pochodzeniu.

## Morfologia i anatomia

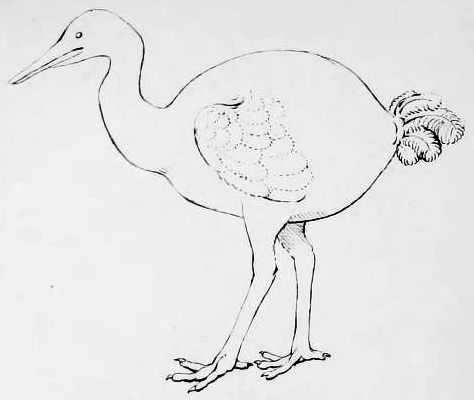
Rekonstrukcja Schlegla z 1854, oparta na opisie Dubois

Współczesne ibisom reuniońskim opisy mówiły o biało-szarym upierzeniu, którego odcień wpadał w żółć, czarnych końcówkach skrzydeł i sterówkach, długiej szyi i nogach oraz ograniczonej zdolności lotu. Opis Dubois z 1674 jest najdokładniejszym ze znanych, Strickland przetłumaczył go na język angielski w 1848:

Solitaires. These birds are so called because they always go alone. They are the size of a large Goose, and are white, with the tips of the wings and tail black. The tail feathers resemble those of an Ostrich; the neck is long, and the beak is like that of a Woodcock, but larger; the legs and feet like those of Turkeys. This bird has recourse to running, as it flies but very little.

Solitaires. Te ptaki są tak nazywane, gdyż zawsze poruszają się samotnie. Są rozmiarów dużej gęsi, białe, z końcówkami skrzydeł i ogonem czarnymi. Pióra ogona podobne są do tych u strusia; szyja jest długa, a dziób podobny do tego u słonki, lecz większy; nogi i stopy podobne są do indyczych. Ten ptak ogranicza się do biegania, jako że nie lata niemal wcale.

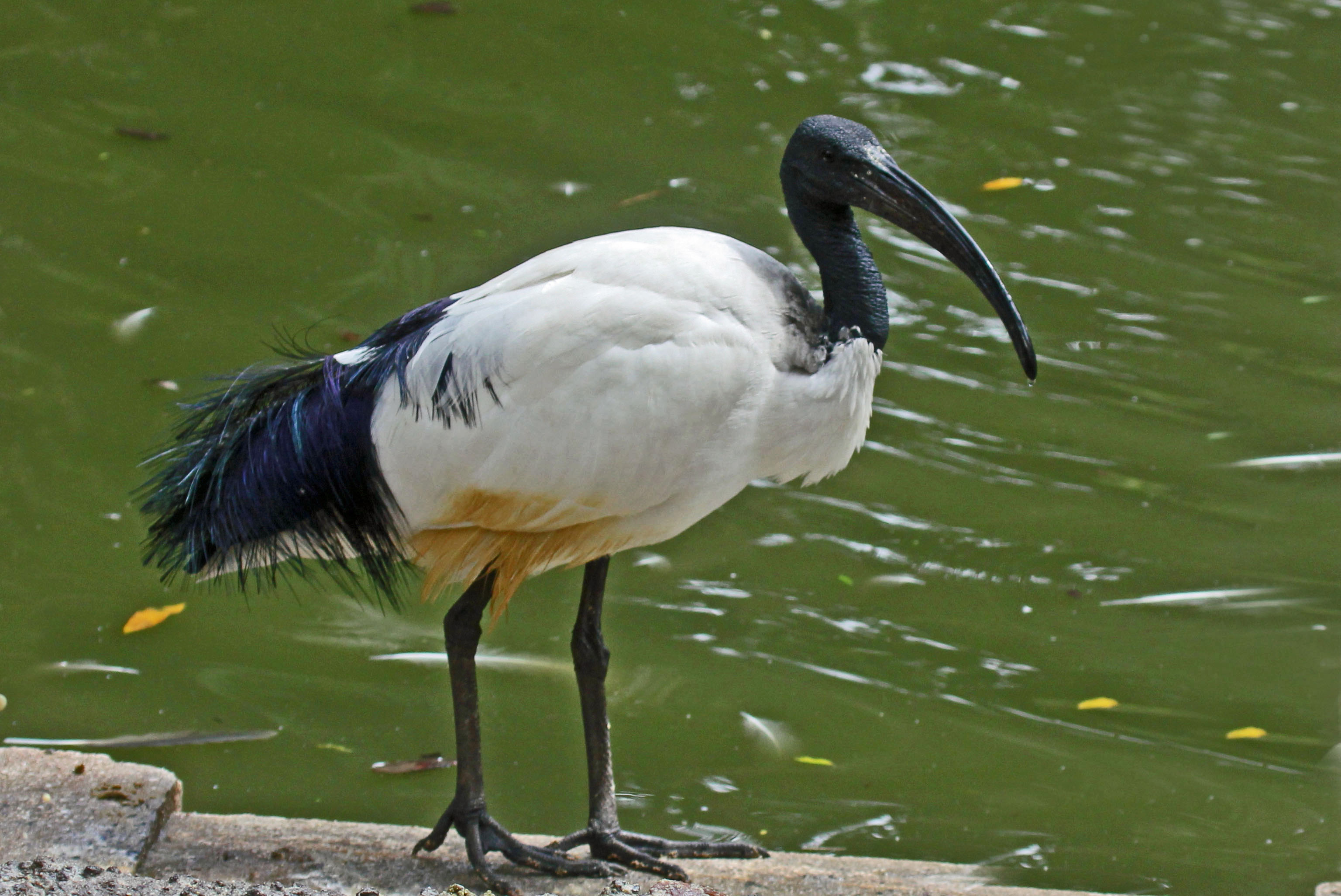
Blisko spokrewniony gatunek, ibis czczony (T. aethiopicus), którego przedstawicieli cechuje podobne upierzenie

Według Mourer-Chauviré i współpracowników upierzenie ibisa reuniońskiego podobne jest do upierzenia ibisa czczonego (T. aethiopicus) i ibisa żółtoszyjego (T. spinicollis), głównie białe i połyskliwie czarne. W sezonie lęgowym na grzbiecie i skrzydłach ibisów czczonych pojawiają się ozdobne pióra podobne do strusich, tak jak przedstawiono w opisie Dubois. Podobnie i żuchwa znaleziona w 1994 była stosunkowo krótka i prosta na ibisa, co odpowiada porównaniu Dubois do dzioba słonki. Cheke i Hume sugerowali, że francuski wyraz bécasse z opisu Dubois – tłumaczony jako zwykle „słonka” – mógł również oznaczać ostrygojada, innego ptaka o długim i prostym, lecz mocniej zbudowanym dziobie. Według nich ostatnie zdanie zostało źle przetłumaczone i Dubois chodziło o możliwość złapania ptaka po dogonieniu go. Jaskrawe upierzenie wspomniane przez niektórych autorów może odnosić się do opalizacji, jak to ma miejsce u ibisów żółtoszyich.
Szczątki ibisów reuniońskich wskazują, że były to ptaki mocniej zbudowane (najprawdopodobniej cięższe) w porównaniu do ibisów czczonych i żółtoszyich. Niewątpliwie większość ich cech była jednak podobna. Według Hume’a długość ciała ibisów reuniońskich nie przekraczała 65 cm, była więc podobna do długości ciała ibisów czczonych. Szorstkie wyrostki na kościach skrzydła przypominają te występujące u ptaków używających skrzydeł do walki. Prawdopodobnie były nielotne, jednak cecha ta nie jest znacząco odzwierciedlona w budowie kośćca. Nie znaleziono kompletnych szkieletów, a w kościach obręczy barkowej tylko jeden element wskazuje na ograniczoną zdolność lotu. Kość krucza jest wydłużona, kość promieniowa i łokciowa są mocno zbudowane, jak u lotnych ptaków, jednak szczelina między śródręczem a kciukiem występuje tylko u nielotów, jak niektórych bezgrzebieniowców i pingwinów oraz kilku wymarłych ptaków.

## Ekologia i zachowanie

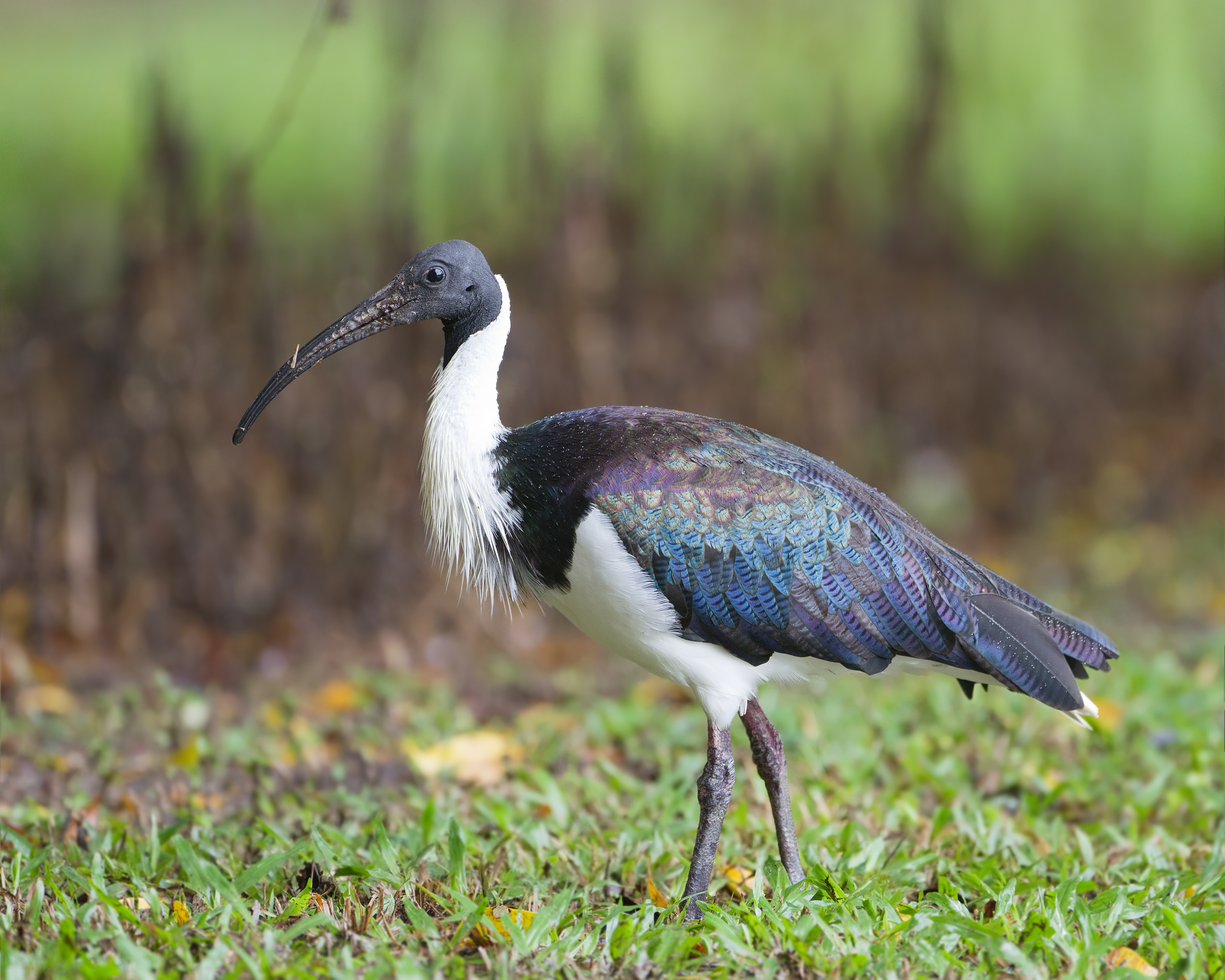
Ibis żółtoszyi (T. spinicollis) jest blisko spokrewniony z ibisem reuniońskim. Zamieszkuje mokradła, jak większość ibisów

Biorąc pod uwagę brak zgodności między dawnymi opisami w kwestii zdolności do lotu, Mourer-Chauviré i współpracownicy zaproponowali, że ibisy reuniońskie podlegały sezonowym zmianom masy ciała – tyciu w chłodniejszej porze roku, chudnięciu w gorętszej. Prawdopodobnie to otłuszczenie ograniczało możliwość lotu. Dubois wspomniał jednak, że ibisy reuniońskie nie podlegały sezonowemu przybieraniu na masie, inaczej niż niemal wszystkie inne reuniońskie ptaki. Jedyną dokładną informację o zachowaniu i pożywieniu przekazał w swojej notatce z 1708 francuski kartograf Jean Feuilley, który jako ostatni odnotował obserwację żywego osobnika:

Solitaires są wielkości przeciętnego indora, szaro-białego koloru. Zamieszkują szczyty gór. Ich pożywieniem są robaki i nieczystości, które zbierają z wnętrza lub z powierzchni gleby.

Skład pokarmu i sposób żerowania opisany przez Feuilley’ego pasuje do ibisów, natomiast dronty są owocożerne. Dubois określił ibisy reuniońskie jako naziemne (lądowe) ptaki, więc nie występowały na mokradłach, co jest typowe dla ibisów. Proponowano wyjaśnienie zakładające, że przodkowie ibisów reuniońskich skolonizowali Reunion zanim pojawiły się tam mokradła, toteż dostosowały się do panujących warunków środowiska. Przed skolonizowaniem Mauritiusu mogły je powstrzymać chruścielowce rdzawe, które zajmowały podobną niszę. Najprawdopodobniej miały zasięg ograniczony do dużych wysokości nad poziomem morza. Informacje dostarczone przez pierwszych podróżnych na Reunion wskazywały na występowanie ibisów reuniońskich nieopodal ich osad, jednak do 1667 ptaki te ograniczyły się do izolowanych miejsc. Być może do lat 70. XVII wieku przeżyły jeszcze we wschodniej części nizin wyspy. Chociaż wiele XVII-wiecznych opisów wspominało o dobrym smaku mięsa ibisów reuniońskich, Feuilley uznał je za niesmaczne. Może mieć to związek ze zmianą diety po przeniesieniu się ptaków w wyższe partie terenu, wolne od świń niszczących gniazda. Jako że ibisy reuniońskie miały ograniczoną zdolność lotu, najprawdopodobniej gniazdowały na ziemi. Wiele innych endemicznych gatunków wymarło po dotarciu ludzi na Reunion i zaburzeniu lokalnego ekosystemu.

## Wymarcie
Po nadejściu osadników ibis reunioński ograniczył swe występowanie do szczytów gór. Rolę w tym mogły odegrać introdukowane drapieżniki, jak koty i szczury. Współczesne ibisom opisy wspominały o powszechnym odłowie dla pożywienia. W 1625 John Tatton napisał o właściwym ptakom wyspowym braku bojaźliwości (ang. island tameness) i o powszechności spożywania mięsa ibisa:

Są tu duże zasoby ptactwa lądowego, małego i dużego, obfitość gołębi, wielkie papugi, i im podobne; i duży ptak wielkości indyka, bardzo tłusty, i z tak krótkimi skrzydłami, że nie może latać, biały i łagodny w obejściu: tak jak inne ptactwo, nie kłopota się i nie lęka wystrzałów. Nasi ludzie ubijają je kijami i kamieniami. Dziesięciu mężczyzn może złowić wystarczająco ptactwa, żeby wyżywić czterdziestu przez jeden dzień.

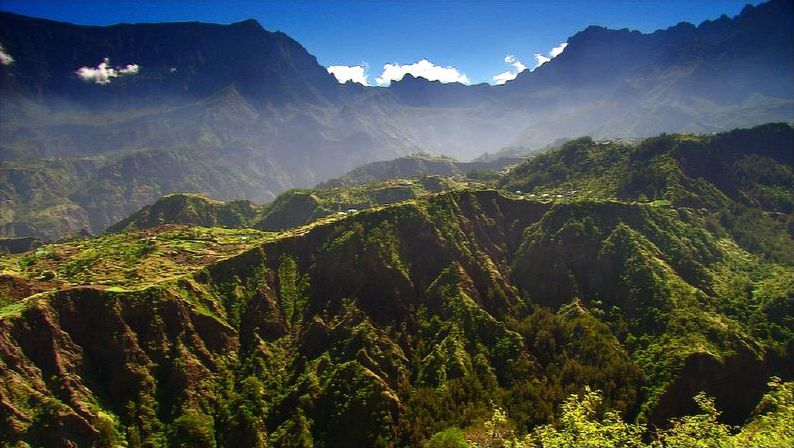
Zalesione szczyty górskie Reunionu, 2006

W 1671 Melet wspomniał o walorach kulinarnych mięsa ibisa reuniońskiego i opisał trzebież ptaków kilku rodzajów:

Ptaki innego rodzaju, nazywane solitaires, które są bardzo dobre (w smaku), a piękno ich upierzenia najbardziej fascynuje swoją różnorodnością jaskrawych barw, jakie połyskują na skrzydłach i wokół szyi... Są tak zdezorientowane i tak łagodne, że nie trzeba wyprawiać się na łowy z bronią palną, można je tak łatwo zabić małym kijem czy drągiem. Przez pierwsze pięć czy sześć dni, kiedy wolno było nam wchodzić do lasu, zabiliśmy tak dużo, że nasz Generał [de La Haye] zmuszony był zabronić komukolwiek ruszać się dalej niż sto kroków od obozu z obawy, że wybita zostanie cała okolica, a tylko jednego potrzeba, by złapać jednego ptaka i zmusić do zakrzyczenia, by całe stada przybyły siadać na ludziach, którzy często bez ruszania się z miejsca mogą zabić kilkaset. Widząc jednak, że niemożliwym jest wytępienie takiej ilości, ponownie zezwolono na zabijanie, które każdemu przynosiło ogromną radość, bowiem miało się dobre jedzenie żadnym kosztem.

Ostatni pewny opis solitaire z Reunionu sporządził Feuilley w 1708, wskazał, że gatunek wymarł prawdopodobnie na początku stulecia. W latach 20. XIX wieku francuski nawigator Louis de Freycinet zapytał starego niewolnika o drontes (stare holenderskie określenie na dodo), ten zaś odpowiedział, że takowe występowały w okolicach Saint-Joseph na Reunionie, gdy jego ojciec był jeszcze dzieckiem. Miałoby to zatem miejsce blisko 100 lat wcześniej, jednak sama historia mogła nie być wiarygodna. Cheke i Hume podejrzewali, że zdziczałe koty domowe początkowo polowały na zwierzynę na nizinach, później zaś dotarły na wyżej położone obszary interioru, ostatnią ostoję ibisów reuniońskich, do której nie dotarły zdziczałe świnie. Podejrzewa się, że gatunek wymarł w okolicach 1710–1715.